# Phyllostachys tianmuensis
Phyllostachys tianmuensis är en gräsart som beskrevs av Zheng Ping Wang och N.X.Ma. Phyllostachys tianmuensis ingår i släktet Phyllostachys och familjen gräs. Inga underarter finns listade i Catalogue of Life.